# 査証

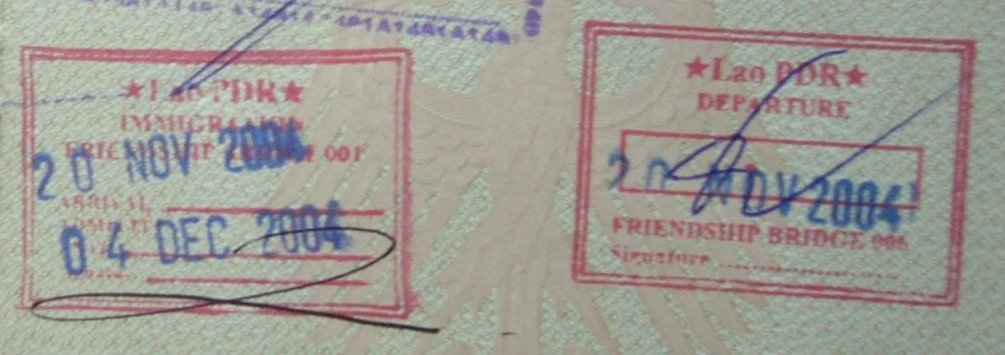
ラオスのスタンプタイプの査証。滞在期限が満了する前に隣接国に出国し、査証を取得するビザランと呼ばれるもの。見た目は入国許可・出国許可のスタンプと変わらない

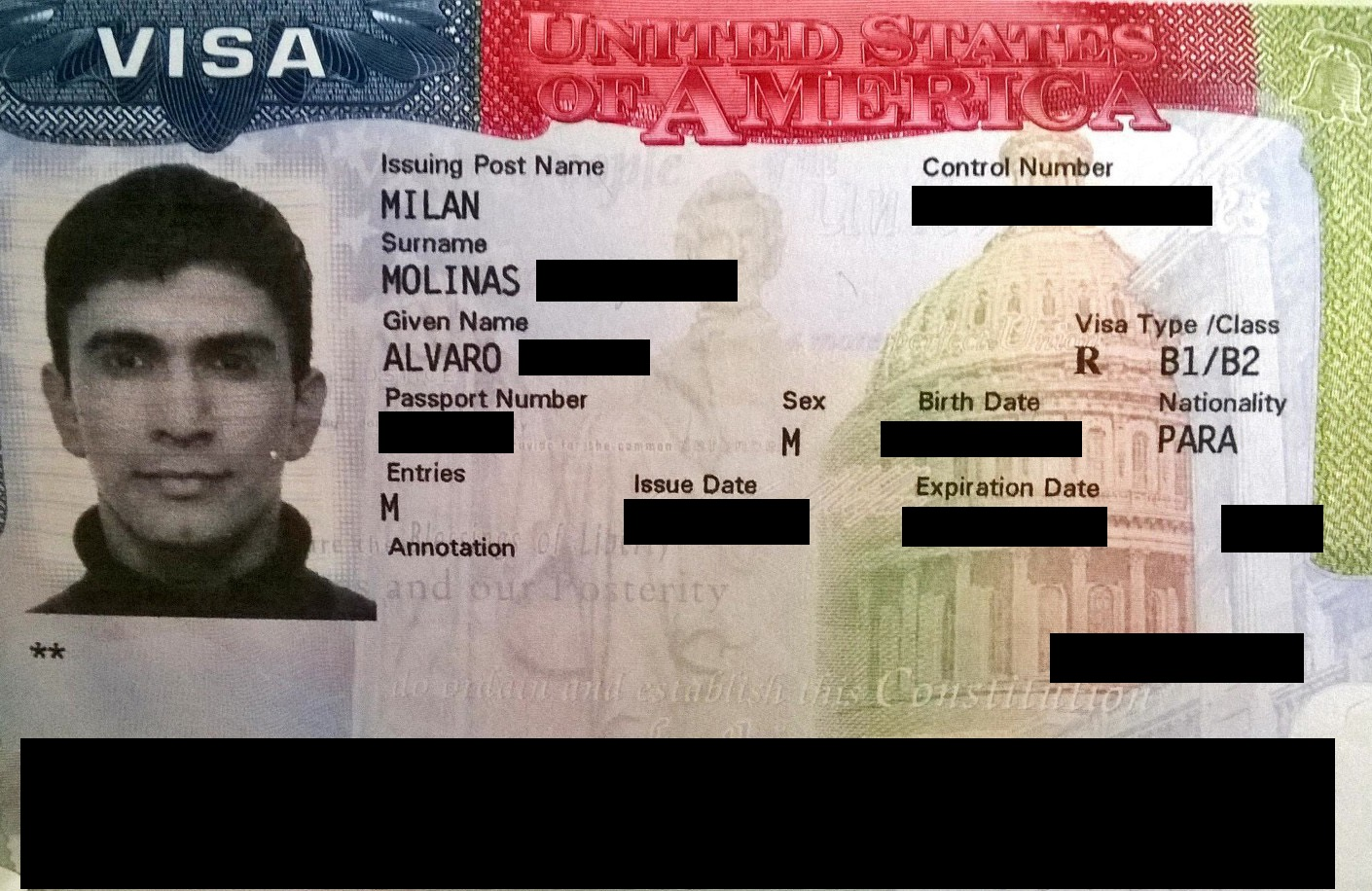
アメリカ合衆国の査証。

査証（さしょう）または ビザ（英: Visa , Travel visa）とは、国家が自国民以外に対して、その人物の所持する旅券が有効であり、かつその人物が入国しても差し支えないと示す証書である。
査証が発行国の入国を保証するものではなく、入国許可（上陸許可）申請に必要な書類の一部となっている。大多数の国家が同様の制度を運用しているが、同時に一定の条件内で査証免除が行われている場合が多い。

## 概要
査証の主目的は、外国人が入国するにふさわしいかを事前判断する身元審査である。犯罪歴があるなど身元審査で不適格と判断された者には査証が発行されない。
査証は主に各国に駐在する領事機関（総領事館、領事館、大使館領事部など）が発行し、入国審査は出入国管理当局が行う。したがって渡航前に領事館等へ出頭し、申請・取得するのが原則である。旅行代理店などによる代理申請を認めるケースもある。
査証の発給を受けた者は入国したい国の政府から入国してもかまわないと推薦を受けた状態であり、実際の入国・滞在までは保証されない。いわば「入国審査の予備審査を通過した証明書」とも換言できる。したがって査証を持っていても入国審査において追加の身分証明が必要になったり、入国を拒否されることがある。査証がない場合は原則として入国審査自体が受けられず、審査結果である「入国許可（或いは不許可）」といった判定も得られない。
留学、就業などの長期滞在では必須の書類である一方、観光、商談などの短期滞在においては査証免除（ノービザ）が多数の国で行われており、必ずしも必要な書類とはいえなくなっている。
査証申請には受け入れ予定先からの招聘状や受け入れ先の詳細なデータを記した書類が必要になる場合がある。
査証は個人だけでなく団体に発給する場合もあり（団体査証）、また、稀に港や空港に到着後、入国審査の直前で発給されるケース（アライバルビザ）もある。

### 査証・在留資格・旅券の違い
| 種類     | 別名                         | 発行元                         | 説明                                                   |
| -------- | ---------------------------- | ------------------------------ | ------------------------------------------------------ |
| 査証     | ビザ                         | 渡航先国の領事館等             | 入国許可申請を行う際に要件となっている書類             |
| 滞在許可 | 入国許可、上陸許可、在留許可 | 出入国管理当局                 | 入国審査または滞在中に許可されるその国に滞在できる資格 |
| 旅券     | パスポート                   | 国籍国政府の外交部門（外務省） | 国際的な身分証明書であり渡航文書                       |

査証は在留許可（ないしは滞在許可）と混同されがちだが、査証が入国申請を行うための要件の一つであるのに対し、在留許可は『入国するため、あるいは入国後滞在を続けるための資格』である。
また、旅券は『自分の国籍証明』と例えて考えると理解しやすい。
これらの混同の原因として、一般的に査証の項目に滞在目的・滞在資格が併記されていたり、また一部の国では査証と在留許可が同時に与えられることが挙げられる。最終的な在留・入国許可は、国境検問所や港や空港にいる入国審査官の裁量で決定するため、以前は問題なかったのに突然止められることがある。

## 査証の審査や発行
査証は外国人が入国する前に行われるため、その審査や発行は、在外公館（大使館・領事館）で行われる。一部の国家を除き、旅行対象国が世界中に持つすべての在外公館において受給が可能である。遠く離れた国家にある在外公館よりも、旅行者の交流が多い隣国にある在外公館の方が、申請を受けてから発給されるまでの所要日数が短いことが多く、発行手数料も安いことが多い。そのため、旅行中に隣国の在外公館を訪れて発給申請できる。
国家によっては、国境や空港の入国審査所（付近を含む）において即時発行が可能なことがある。ただし、この場合も即時発行できる地点が限られていることが多い。国家によっては、旅行者の居住国あるいは国籍国の在外公館でのみ査証を発行する国家もある。
また、滞在目的に応じて審査基準が異なり、数日間の観光・通過滞在目的ならば比較的発行されやすいが、留学・就労・長期滞在目的での申請の場合、その受け入れ保証（入学許可、申請者の学歴、ないし雇用企業の招聘状など）がなければ発行されないことが多い。背景には、外国人労働者の安易な導入は、自国民の雇用に悪影響を与えるという発想がある。
通常、査証の発行には手数料が必要である。基本的には互恵主義による。手数料は発行国や査証の種類、国籍によって違い、また同一国であっても発行場所によって違うことも多い。国家によっては、手数料のほかに特別料金を上乗せして支払うことにより、通常よりも短い日数で、あるいは即時発行できることもある。反対にロシア連邦等は、早期に申請すれば手数料を軽減、あるいは無料にするところや、全て無料で行う国家もある。
査証の発行には旅券・申請書のほか、証明写真が必要であることが多く、その他にも国家や旅券の種類によって申請に必要なものが異なることがある。同一国の同一種類の旅券であっても、発行場所によって申請に必要なものが異なることさえある。
近年では、査証受付業務を大使館外の民間企業にアウトソーシングしている例もある（これらは「ビザ申請センター」を名乗ることが多い。前述の旅行代理店などによる代理申請とは異なる）。この場合、査証手数料のほかに、別途手数料が徴収される。ただし、ビザ申請センターでは受付、受領業務のみを行い、実際の審査、発行業務は従来通り大使館が行う。
また、後述の電子データ形式の査証の普及により、大使館窓口での受付を終了したり（インターネットによる申請、もしくは郵送による申請）、近隣諸国間の大使館で審査窓口の一本化などがおこなれている（例えば、駐日オーストラリア大使館では査証業務を行なっておらず、日本における査証業務は駐韓国オーストラリア大使館が管轄している）。

## 査証発行・免除に関する国家格差

### 査証免除
一部の国家には、観光目的かつ短期間の滞在なら、パスポートの残存期間に応じて査証の発行を受けずに入国できる。ただし入国審査において査証が無くとも良いという意味であり、在留許可は別に必要である。また査証免除を認めている国家では、旅行会社による代理申請を認めている場合もある。
ビザ無しで渡航できる国家の数は、所持するパスポートの発行国により異なる。コンサルティング会社のヘンリー・アンド・パートナーズは国際航空運送協会（IATA）の資料に基づき2008年以降、ビザ無し渡航できる国数を示す「パスポート指数」を公表している。2024年1月時点では、フランス・ドイツ・イタリア・日本・シンガポール・スペインが首位（194カ国）で、フィンランド・韓国・スウェーデン（193カ国）、オーストリア・デンマーク・アイルランド・オランダ（192カ国）が続き、最低がアフガニスタン（28カ国）である。国家の経済水準や治安、対外政策・政治体制による差が大きい。
- 滞在国の永住権を持っている場合。この場合は、母国の旅券と永住権を付与された国家の許可証を提示することになり、出入国管理上はそれぞれの国への“帰国”。
- 欧州連合（EU）加盟国（未加盟国のスイスやノルウェーも含む）の国民は、査証申請をせずに別の欧州連合加盟国に居住し、就労することが可能である。
- 当該国間で密接な友好関係がある場合。当該国間で渡航者が非常に多く、大きなトラブルを起こさず、商業上重要な関係を持っている場合、短期の渡航については、相互主義により査証取得が免除される[注釈 2]。
  - 例 : 日本とアメリカ合衆国・シェンゲン協定締結各国間の査証相互免除。
  - 例：アジア太平洋経済協力参加各国による「APECビジネストラベルカード」保持者への査証相互免除。発給申請の際には全ての国が承認・不承認の意思表示を行なう。
- 滞在国が特定国に対して、観光客や投資の誘致を目的とした、一方的に優遇政策を取っている場合。条件によっては更に、第三国行きの航空券を入国審査時に所持している場合。
  - 例 : 中華人民共和国の日本国旅券保持者に対する査証免除。逆に、中華人民共和国旅券保持者に対しては、短期観光目的でも日本国への査証免除はない。
- 特殊な政治的理由に起因する場合。
  - 例 : 日本の北方領土旧住民に対するロシア連邦（旧ソビエト社会主義共和国連邦）当局の査証免除、いわゆる「ビザなし渡航」。北方領土への渡航に際し、ロシア連邦政府より査証の交付を受けたならば、当該土地がロシア連邦の領土であることを認めたものと解釈されるため。
- 国際博覧会、FIFAワールドカップ、オリンピックなどといった、世界的な大イベントが開催される場合、開催期間中に限り査証なしでの入国を可能とする措置が取られることが多い。この場合は母国の選手証や選手団員証・職員証、アクレディテーションカード（資格認定証）が、査証として扱われる。
- 日本が中華人民共和国からの30日以内滞在予定の修学旅行生（中国国内の小中高校に相当する学校の生徒が対象）のみ短期滞在査証を免除している例など、特別な条件の団体のみ査証免除を行う場合がある。
- 地域を限定して、その地域（周辺地域も含む）にのみ滞在する場合、査証免除にしている場合がある。
  - 例 : 中国の上海市、北京市、海南島、珠江デルタを訪問する場合。ただし、指定の空港から出入国する必要がある。
  - 大韓民国の済州島を観光目的で訪問する場合。この場合、韓国本土へ行くことはできず、通過のための120時間以内の本土滞在のみが認められる。

### 査証が発行されない場合
特定の国家が、特定の国家に対して査証の発行を行わない、またはその条件が厳しいことがある。
- 敵対している国家に対しての場合
  - 例 : イスラエル国民や、過去のイスラエル訪問の記録が、旅券に残されている第三国の国民に対するイスラム国家の、またイスラム国家の国民や過去のイスラム国家訪問の記録が、旅券に残されている第三国の国民に対する、イスラエルの査証却下（イスラエルと対立国家を同時期に訪問するときには、旅券の二重取得が認められている国が多い）。
- 政治上の理由（情報統制や国家体制維持など）による場合
  - 例：中国共産党や中国政府に対して、批判的な報道、中国共産党に対して不利な報道・国家転覆行為などをした国外のメディア人物に対して、中華人民共和国が意図的に査証を発行しない例。
  - 社会主義人民リビア・アラブ国は2007年11月11日以降、旅券にアラビア語併記がされていない人物については、通過さえも認められていなかったが、カダフィ政権が崩壊し、リビア国となってからは、旅券のアラビア語併記は不要となった[4]。
- 宗教上の理由による場合
  - 例 : サウジアラビアは非ムスリムの個人訪問に対して、2019年9月までは観光ビザを発行していなかった[5]。
- 犯罪抑止対策の理由による場合
  - 渡航元からの不法就労・不法滞在・退去強制・フーリガン・渡航元から自国で犯罪を犯す人物が多い等、渡航元から自国での法令違反行為が多い場合には、査証発行のための審査や調査や財産証明調査が、通常の審査よりも厳格化されることがあり、措置を不当と見なした相手国からも、報復措置として査証の審査が厳格化されることがある。

### 国家元首
外国の国家元首やそれに準ずる人物は、国際慣例によりパスポートなしで入国を認めるため査証は不要。事務手続きなどは外務省などの機関が行う。

## 査証の種類

### 日本

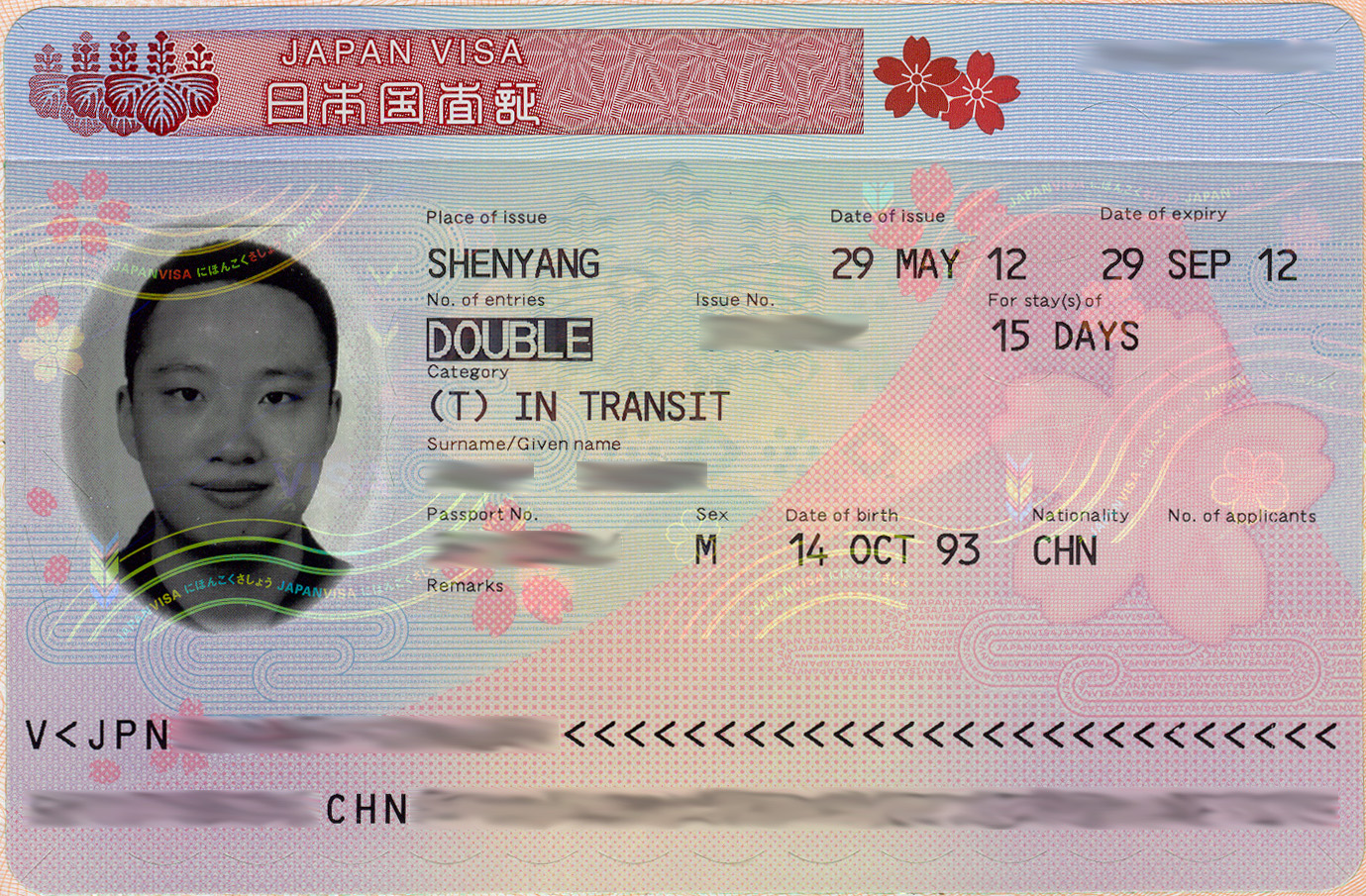
日本国の通過査証（2012年）

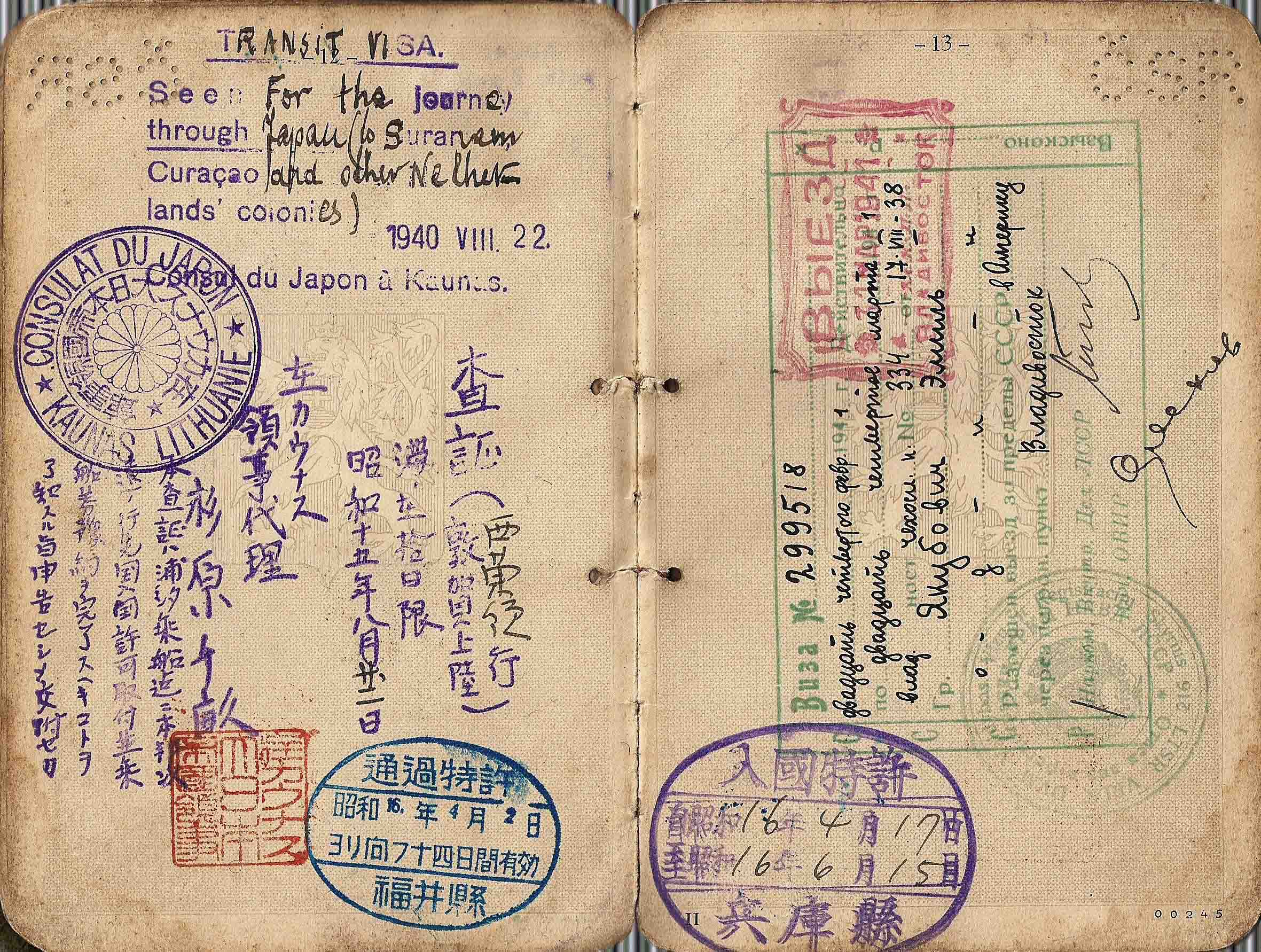
1940年8月に在カウナス日本領事館領事代理の杉原千畝により発給された通過査証

在留資格については報道や教育、スポーツ関係など個々のケース毎に細かく規定されているため、詳細は後述の外務省サイトを参照のこと。
- 就労が認められる在留資格
  - 外交査証
  - 公用査証
  - 高度専門職査証
  - 就業査証
  - 起業（スタートアップ）査証
  - 一般査証
    - 留学（学業が本来の目的なので、1週間28時間迄の労働制限時間が付く）

  - 特定査証（日本人の配偶者、日本人の実子、永住者の配偶者、報酬を伴うインターンシップ、ワーキングホリデー入国者など）
- 就労が認められない在留資格
  - 一般査証
    - 文化活動　（例：無報酬のインターンシップ、茶道・華道の研究者など）
    - 研修　（例：企業・自治体等の研修生、実務作業を伴わない研修）
    - 家族滞在　（例：長期滞在外国人の扶養を受ける配偶者及び子）

  - 短期滞在査証（観光、商用、知人・親族訪問等90日以内の滞在）
  - 通過査証
  - 医療滞在査証
  - 特定査証（観光・保養を目的とするロングステイなど）

### アメリカ合衆国
- 外交官等 (A)
  - 外交官・領事またはその直近家族 (A-1)[6]
  - 外国政府関係機関職員またはその直近家族 (A-2)[6]
  - 外交官等の被雇用者または直近家族 (A-3)[6]
- 短期滞在者等 (B)
  - 商用短期 (B-1)[6]
  - 観光短期 (B-2)[6]
- 通過 (C)
  - 一般通過 (C-1)[6]
  - 国連本部訪問および国連職員による国連本部から米国を経由して第三国へ出国 (C-2)
  - 外国政府関係者 (C-3)
- 乗務員 (D)
  - 到着時と同一船舶等で出国 (D-1)[6]
  - 到着時と別船舶等で出国 (D-2)[6]
- 短期就労者 (E)
  - 条約貿易業者 (E-1)[6]
  - 条約投資者 (E-2)[6]
  - 商用駐在員・オーストラリア人専用 (E-3)
- 非職業訓練学校の学徒 (F)
  - 非職業訓練学校の学徒 (F-1)
  - 非職業訓練学校の学徒の配偶者または子 (F-2)
  - カナダもしくはメキシコに居住しながら、米国の学校へ通学する非職業訓練学校の学徒 (F-3)
- 国際機関関係者 (G)
  - 国際機関の加盟国政府首席駐在代表・随員またはその直近家族 (G-1)[6]
  - 国際機関の加盟国政府代表またはその直近家族 (G-2)[6]
  - 国際機関の非加盟国・非承認国政府代表またはその直近家族 (G-3)[6]
  - 国際機関の職員またはその直近家族 (G-4)[6]
  - G-1 - G-4の被雇用者またはその直近家族 (G-5)[6]
- 労働者 (H)
  - 専門職 (H-1B)[6]
  - 看護婦 (H-1C)[6]
  - 季節農業従事者 (H-2A)
  - 短期就労者 (H-2B)
  - 研修 (H-3)
- 報道関係者 (I-1)
- 文化交流 (J)
  - 本人 (J-1)
  - J-1の配偶者および扶養家族 (J-2)
- アメリカ国民の婚約者 (K)
  - アメリカ国民の婚約者 (K-1)
  - アメリカ国民の婚約者の子 (K-2)
- 国際企業の転勤者 (L)
  - 管理職 (L-1A)
  - 専門職 (L-1B)
  - L-1の配偶者または子 (L-2)
- 職業訓練学校の学徒 (M)
  - 職業訓練学校の学徒 (M-1)
  - 職業訓練学校の学徒の配偶者または子 (M-1)
- 特別移民関係者 (N)
- NATO関係者 (NATO)
- 特殊技能者（科学・芸術・スポーツ・教育・映画、O）
  - 特殊技能者 (O-1)
  - 特殊技能者の補助事務従事者 (O-2)
  - O-1・O-2の配偶者または子 (O-3)
- 運動競技者・芸能家 (P)
- 国際文化交流参加者 (Q)
- 宗教 (R)
  - 宗教活動家 (R-1)[6]
  - 宗教活動家の配偶者または子 (R-2)[6]
- 情報提供者 (S)
  - 組織的犯罪情報提供者 (S-5)[6]
  - テロ行為情報提供者 (S-6)[6]
- 人身売買被害者（Tビザ（英語版））
  - 人身売買被害者本人 (T-1)
  - T-1の配偶者 (T-2)
  - T-1の子 (T-3)
  - T-1の親（T-1が未成年である場合に限る） (T-4)
  - T-1の兄弟（18歳未満かつ未婚に限る） (T-5)
- 犯罪捜査に協力する意思のある犯罪被害者（Uビザ（英語版））
  - 犯罪被害者本人 (U-1)
  - U-1の配偶者 (U-2)
  - U-1の子 (U-3)
  - U-1の親（U-1申請者が未婚かつ21歳未満である場合に限る） (U-1)
  - U-1の兄弟（U-1申請者が未婚かつ21歳未満である場合に限り、その兄弟も未成年である場合に限る） (U-5)
- 移民査証（永住権を参照）
  - 家族呼び寄せ
  - 雇用
  - 移民多様化プログラム（永住権抽籤）

## 査証の形式
押印・別紙・貼付と、データ化がある。

### 押印

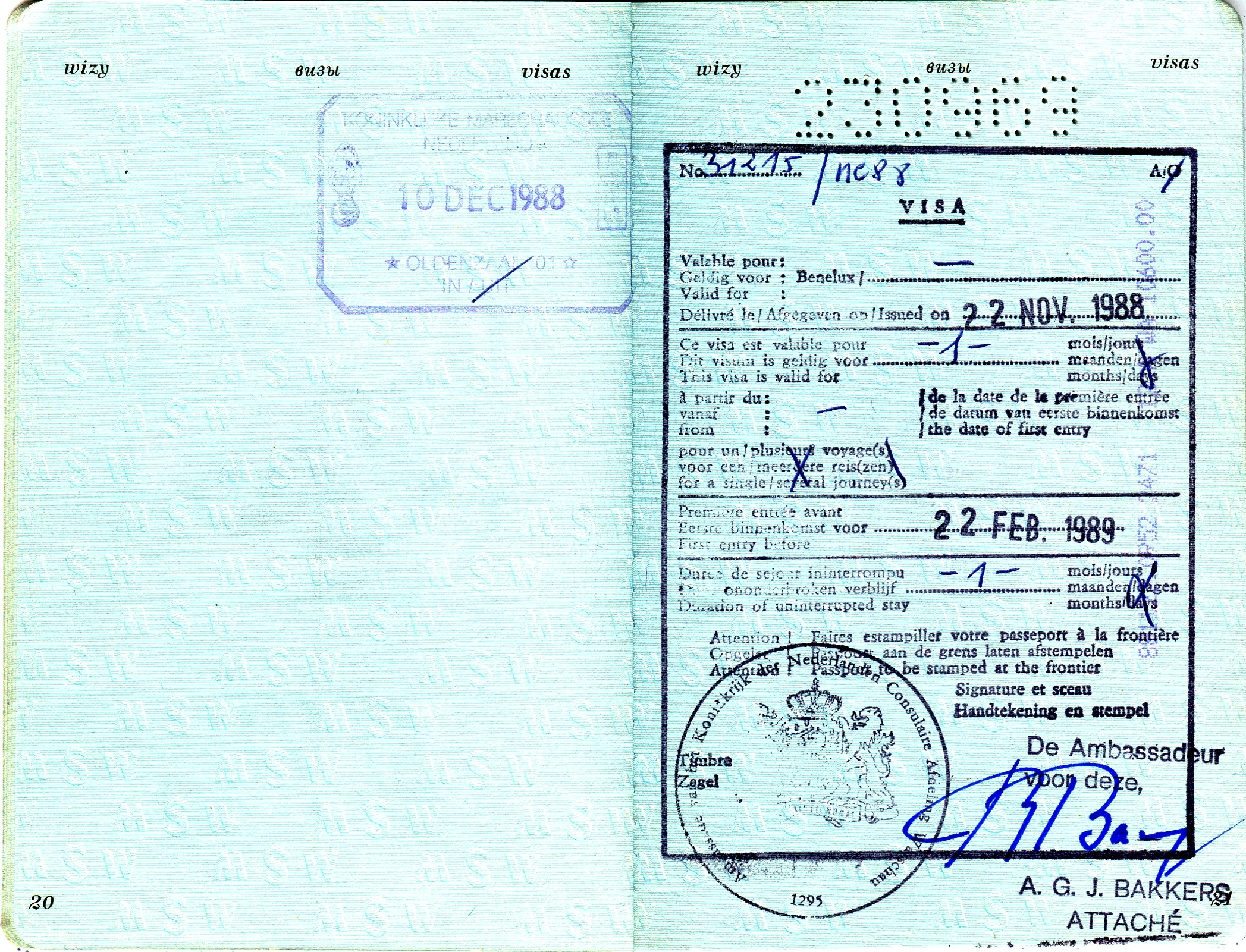
1988年のオランダの査証（押印）

旅券の査証欄に押印する形式。観光や通過などの種類ごとに違うスタンプを用意している場合と、あらかじめスタンプに複数記されている種類の欄をレ印でチェックする方法などがある。有効日数や発効日などは、手書きの場合や回転日付印を使用する場合などがある。偽造防止のため、領事やその代理人・領事館員などの署名などが記されることも多いものの、それでも偽造は防ぎにくいため、近年は減少傾向にある。無効となった場合は「VOID」とスタンプが押される。

### 別紙

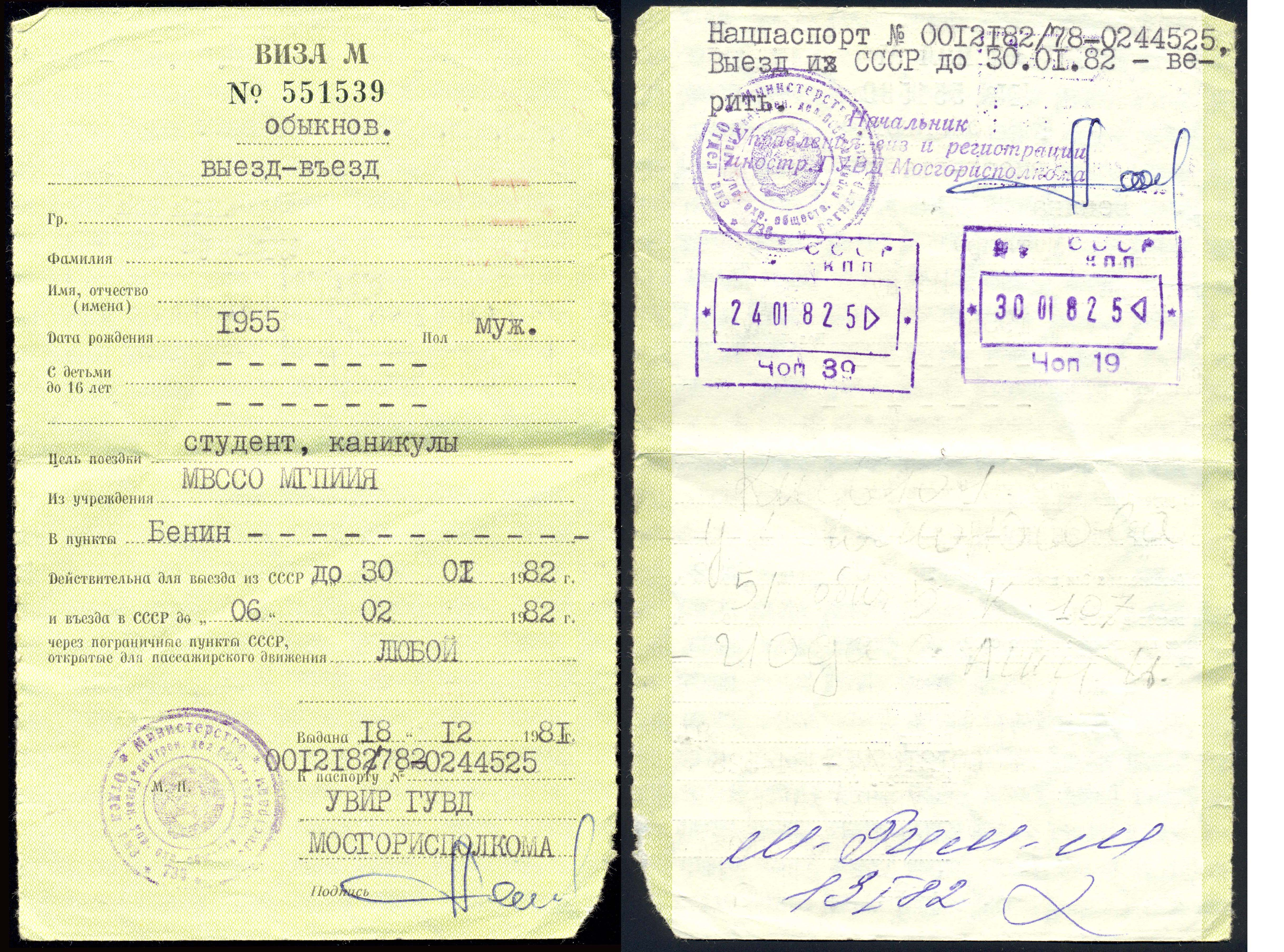
1982年のソビエト連邦査証（別紙）

旅券冊子とは全く別の「スリップ」などと称される紙で、発給する形式。入国時に半券を回収し、出国時に残りを回収する形式が多い。査証に、旅券所持人の顔写真を貼付することもある。
現在では、朝鮮民主主義人民共和国が査証発行の際、外交関係のない日本国籍や韓国国籍の者（大韓民国と朝鮮民主主義人民共和国は、相互に相手を国家として認めていないので、第三国で申請する事になる）などが、査証を申請した場合に行われている。出入国スタンプの押印も査証に行われ、出国時に査証は回収されるため、パスポートには朝鮮民主主義人民共和国出入記録が一切残らない（朝鮮民主主義人民共和国と外交関係のある国の国民が申請した場合、シール形式の査証がパスポートに貼り付けされ、出入国スタンプの押印も行われる）。中東では、イスラエルと対立関係にあるアラブのイスラム圏諸国では、互いに入国履歴があるパスポートでは入国ができなくなる場合があるため、上述した様な旅券の二重取得という方法の他に、別紙が利用されることも多い。
かつてソビエト連邦が採用し、ロシア連邦でもしばらく引き継がれた例があるが、近年は使用例が少ない。出国時にすべて回収されるため、旅券に査証の記録が残ることがない。ただし、出入国スタンプの押印は、旅券にも行われる場合がある。
また、中華民国旅券所持者に対して、中華人民共和国への配慮から、別紙にて発給し、出入国スタンプもそこに押印している国がある（マレーシア等）。

### 貼付

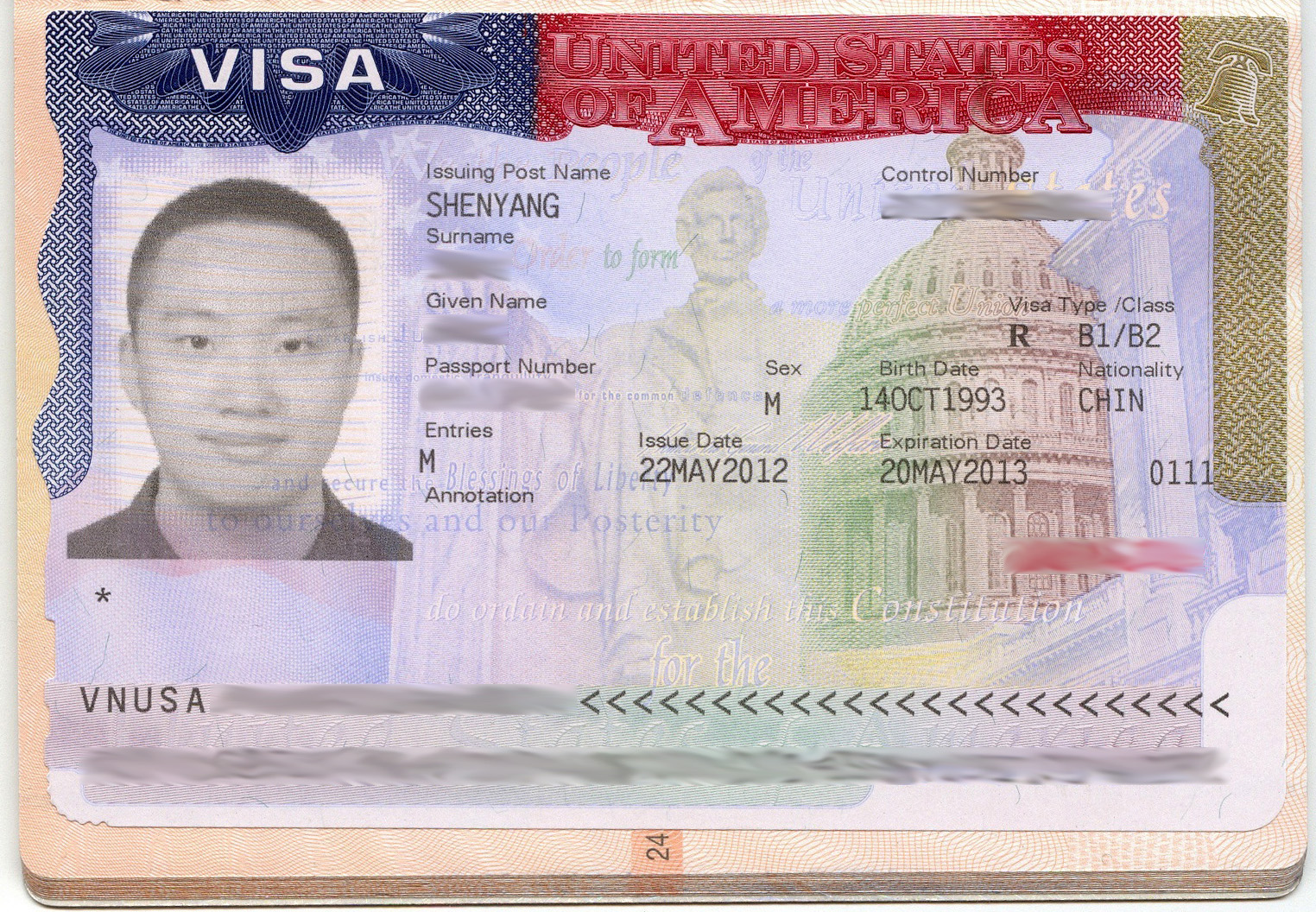
パスポートに貼り付けられた2012年の米国短期観光査証（貼付）

旅券の査証欄に、シール形式の査証を貼付する方式。他人の旅券に貼り替えられる悪用を防ぐために、シールとページに跨る様に署名や契印を押印することや、シール面に本来の被交付者の証明写真、氏名を記すことなどが行われる。近年は印刷技術の進歩により、偽造防止のため、紙幣同様の印刷が使用されることが多く、ホログラム等が施されることもある。有効日数や発効日などは、近年はパーソナルコンピュータ等による印字が普及したため、あらかじめ印字されている形式が多い。無効となった場合は「VOID」とスタンプが押される。

### 電子データ

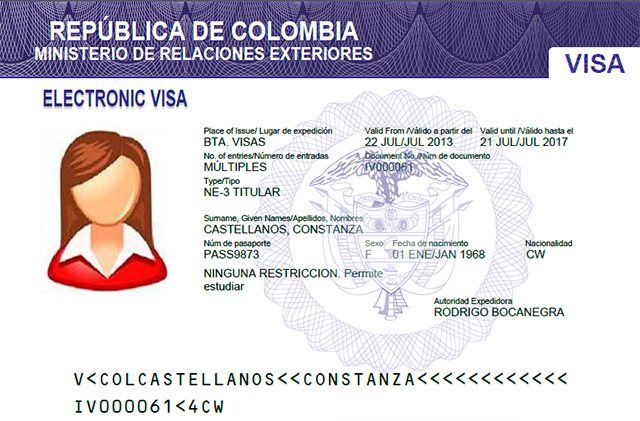
コロンビアの電子査証表示イメージ図

インターネットの発達により、生まれた形式。インターネットなどで提出された査証申請により、査証をサーバ上に保存し、入国時などの必要な時に、端末操作により取り出す。この形式も、旅券には記録が残らない。
このような形式の査証を電子渡航認証と呼ばれ、申請から受取まですべて電子的に行われる。この分類には米国のESTAや、カナダのeTA、オーストラリアのETAなどがある。
2020年現在、オーストラリアが「ETA（Electronic Travel Authorization）」として短期滞在者などを対象に採用したのを皮切りに、世界各国で徐々に広がりつつある。申請者は予めウェブから必要事項を入力し、クレジットカードで料金を支払う。入国審査時は読取機械に旅券をかざすと同時に顔写真を比較される。なお、国によっては入国時に当局より発行された（通常、本人宛てにメール、もしくはビザ申請サイトなどで電子的に発行される）ビザ発行済み証を印刷して持参する必要がある。また、必要時にはビザ申請サイトにログインすることで、いつでもビザステータスを確認することができる。
インターネット上を中心に、IC旅券に査証が書き込まれるとの説明しているものもあるが、これは完全なデマである。IC旅券のメモリは旅券記載事項のテキストと顔写真画像データだけの読出専用で、偽造防止の観点からも、旅券発行後に外部からデータを書き込んだり改変する事は一切できない。